# Station Raamsdonk

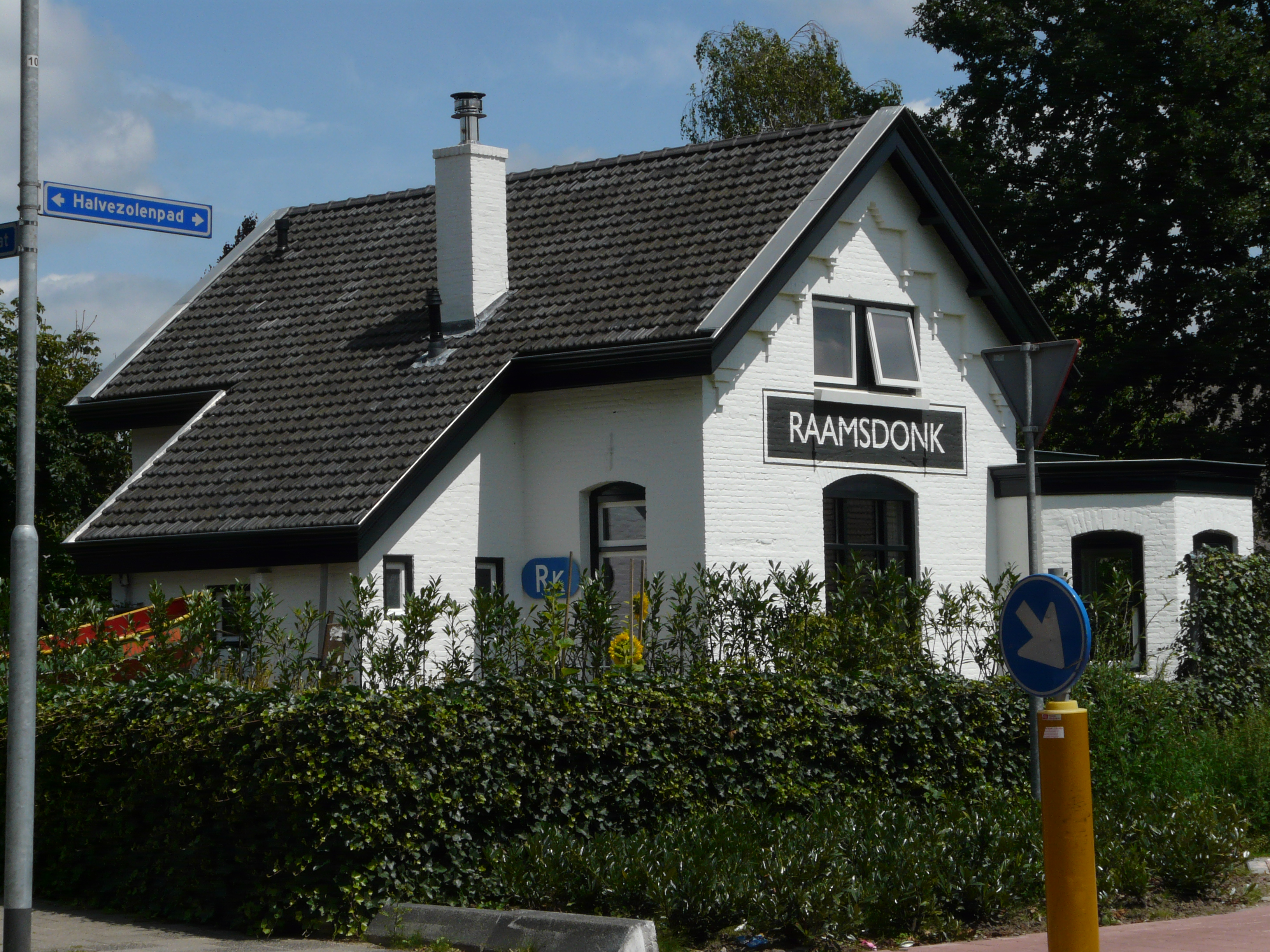
Het station in 2011.

Station Raamsdonk (Rk) is een voormalig station aan de voormalige Langstraatspoorlijn tussen Lage Zwaluwe en 's-Hertogenbosch. Het station lag in het Noord-Brabantste Raamsdonk.
Het station was in gebruik van 1 november 1886 tot 1 augustus 1950.
Het stationsgebouw staat nog steeds in Raamsdonk, dit is nu een monument en tevens een woonhuis. Het staat naast het huidige Halve Zolenpad.